# Jensen Interceptor (1950)
Voir Jensen Interceptor pour le modèle de 1966.
La première génération des Jensen Interceptor fut la deuxième voiture faite par Jensen Motors après la Seconde Guerre mondiale et a été produite entre 1950 et 1957. Jensen réutilisera plus tard le nom pour une autre voiture (construite à partir de 1966 et relancée plusieurs fois).
La voiture était basée sur des composants Austin avec une carrosserie construite par Jensen et stylisée par Eric Neale. Le moteur six cylindres en ligne de 3 993 cm3 et la boite de vitesses venaient de l'Austin Sheerline et le châssis était une prolongation de celui utilisé sur l'Austin A70 avec une version modifiée de la suspension indépendante à ressorts hélicoïdaux.
La carrosserie deux portes était disponible dans un premier temps en cabriolet et fabriqué à partir d'un mélange d'aluminium et d'acier sur un cadre en bois. L'ensemble de la partie avant basculait vers l'avant pour donner accès au moteur. La fenêtre arrière était faite en plastique rigide (Plexiglas) et était organisée pour descendre dans un puits de rangement lorsque le toit était abaissé. En 1952, une version avec un toit recouvert de tissu fut lancée et quelques versions sedanca furent également faites. La production totale a été de 32 cabriolets, 52 berlines et 4 sedancas.
Les freins utilisaient un système Girling hybride hydraulique/mécanique au départ pour être remplacés par un système entièrement hydraulique plus tard. La boîte de vitesses manuelle à quatre rapports de transmission acquit l'option overdrive en 1952. Dès lors, l'essieu arrière fut équipé d'un rapport inférieur de 3,77:1.
Un cabriolet testé par The Motor en 1952 avait une vitesse de pointe de 153 km/h et put accélérer de 0 à 97 km/h en 17,8 secondes. Une consommation de carburant de 13,9 L/100 km a été enregistrée.
En 1952, la voiture coûte 2 645 £ (taxes comprises) sur le marché intérieur. L'overdrive est en option pour un supplément de 116 £.
En 1953, la légende américaine des voitures de course Briggs Cunningham avait une Interceptor conduite à gauche équipée d'un moteur Hemi Chrysler.
Jensen a également fait la carrosserie de l'Austin A40 Sport qui fut, par son style, une version réduite de l'Interceptor.

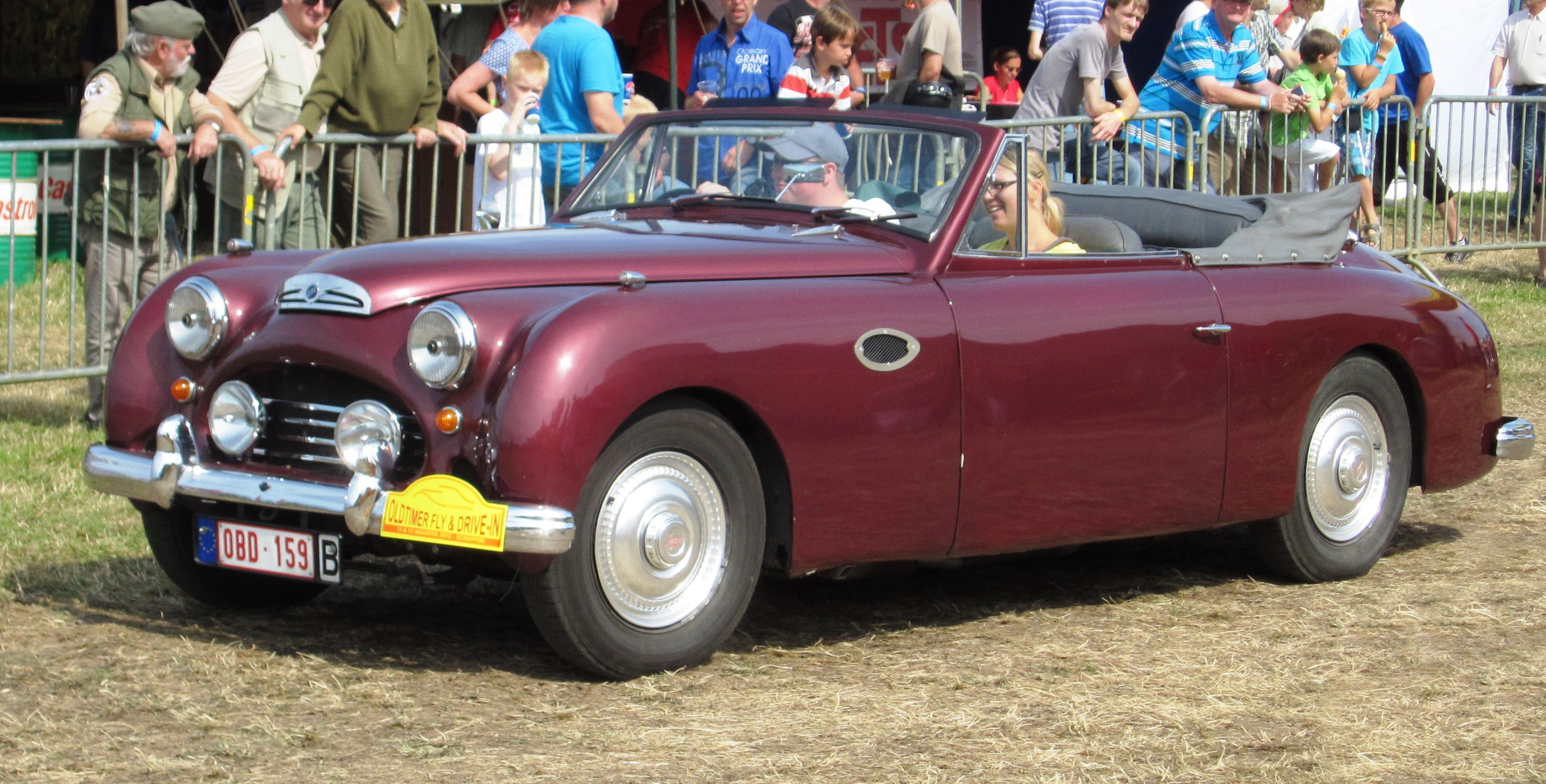
Jensen Interceptor 1951

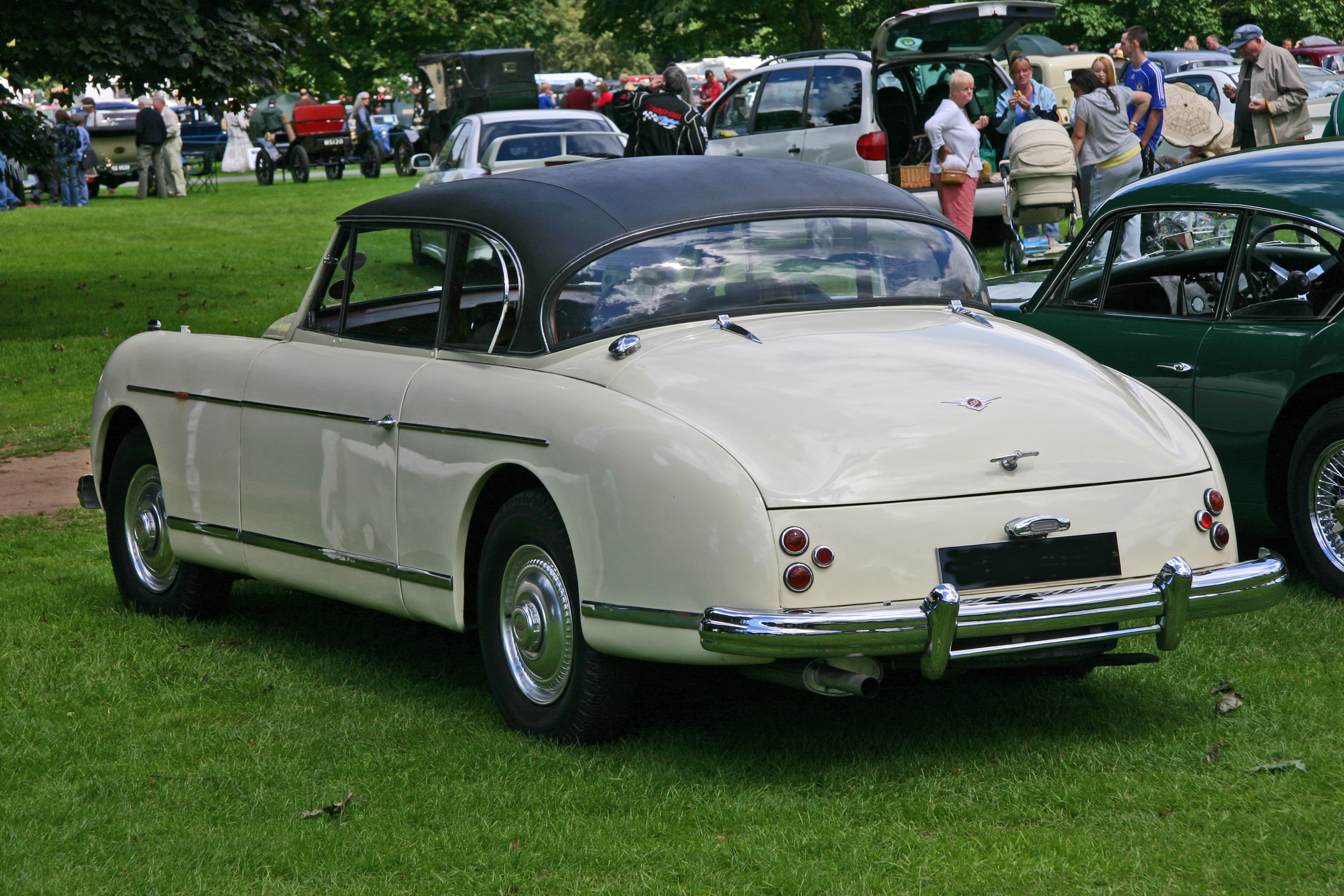
Jensen Interceptor 1954